# Vaporwave
Vaporwave är en musikgenre och konströrelse som uppstod under det tidiga 2010-talet. Den inspireras musikaliskt av lounge, smooth jazz och hissmusik och innehåller ofta kraftigt förändrade samplingar. Förutom detta kännetecknas genren av estetik från 1980- och 1990-talet, underhållningsteknik, konsumtionskultur och reklam.
Typiskt används sampling av musik med hackade och skruvade tekniker samt andra effekter. Den omgivande subkulturen är ibland förknippad med en satirisk eller kritisk syn på konsumentkapitalism och populärkultur. Musikaliskt tenderar vaporwave att utforska element av nostalgi, surrealism och hämtar inspiration från popkultur, teknik och reklam från tidigare årtionden. Artister inom vaporwave använder sig av tidiga internetbilder, webbdesign från det sena 1990-talet, glitch art, anime, asiatisk kultur, 3D-renderade föremål och cyberpunk i dess omslagsteknik och musikvideor.
Vaporwave, som ursprungligen var en ironisk variant av chillwave, formades av experimentell musik i 2000-talets hypnagogiska musikscen. Stilen var banbrytande med producenter som James Ferraro, Daniel Lopatin och Ramona Xavier under olika pseudonymer. Vaporwave blev populärt genom Last.fm och Reddit, och använde Bandcamp för distribution av musiken. Efter genrens genombrott 2012 uppstod en mängd subgenrer fram, som exempelvis future funk, mallsoft och hardvapour.

## Musikens historia

### 2009–2011: Musikens ursprung och tidiga scen
De tidigaste skaparna av vaporwave anses vara Daniel Lopatin, James Ferraro och Ramona Xavier. Under pseudonymen "Oneohtrix Point Never" ville Lopatin skapa noisemusik som skulle vara lättare att lyssna på för den allmänheten. På sin Youtube-kanal laddade han 2009 upp videor med sampling av 1980-talsmusik. Året efter släppte han albumet "Chuck Person's Eccojams Vol. 1" under namnet Chuck Person. 
James Ferraro skapade "Far Side Virtual", ett album som fungerade som speglade det moderna samhället. Det kanske mest kända albumet "Floral Shoppe" skapades av den elektroniska Ramona Xavier. I albumet använde hon samma typ av samplingsteknik och förvrängning av musiken som Lopatin, men fokuserade på att göra musiken mer tillgänglig för en större publik. Det som skiljde albumet  från andra var att alla låttitlar var på japanska, trots att musiken var amerikansk. På skivan finns låten "ECCOと悪寒ダイビング" (Chill Divin' with ECCO) som en hyllning till Lopatins Eccojams. Främst blev  låten "リサフランク420 / 現代のコンピュ" (Lisa Frank 420 / Modern Computing) en succé. Albumet var inte bara en musikalisk inspiration, utan också omslaget fungerade som konstnärlig inspiration för hela genren. Konsten påminner om det tidiga 1990-talet och gjorde nostalgin till en grundpelare i vaporwave. 

### 2011-2015: Nya tolkningar av vaporwave
Under de följande åren förändrades musiken. Saint Pepsi gjorde den snabbare och lät samplingarna nästan vara orörda, vilket kom att kallas future funk. Blank Banshee gjorde om vaporwave till beats och lade till trap som ett element i musiken [?]. 猫 シ Corp utforskade nostalgi och skapade albumet "News at 11" som en hyllning till hur världen såg ut innan 11 september-attackerna. På albumet "[지오 프론트] v3.1" skapade 猫 シ Corp musikstilen mallsoft.

### 2015-2018: Vaporwaves död?
I och med att stilen och genren fick större spridning och blev mer eller mindre mainstream ansågs Vaporwave ha dött. Under de här åren togs stilen upp av stora företag som MTV och Tumblr, som skyltade med konsten på sina hemsidor. Både artisten Drake musikvideo till låten Hotline Bling samt Kanye Wests nya album [?] hämtade inspiration från den konstnärliga stilen. 
Själva musikstilen Vaporwave lyckades däremot inte få lika stor spridning. Artisten Saint Pepsi bytte namn till Skylar Spence och lämnade samtidigt musikstilen.  Även flera artister tvingade överge stilen, som Haircuts for Men som blev stämda och tvingades radera all sin musik från de stora musiktjänsterna. 

## Framstående artister
- Ryan DeRobertis (Saint Pepsi, Skylar Spence)[10]
- James Ferraro[11]
- Daniel Lopatin (Chuck Person, Oneohtrix Point Never)[11]
- Ramona Xavier (Macintosh Plus, Vektroid, Laserdisc Visions)[11]